# FK Bospor Bohumín
FK Bospor Bohumín (celým názvem: Fotbalový klub Bospor Bohumín) je český fotbalový klub, který sídlí v Bohumíně v Moravskoslezském kraji.
Od ročníku 2006/07 hrál Přebor Moravskoslezského kraje (5. nejvyšší soutěž). Vítězstvím v ročníku 2016/17 se probojoval do Divize E, kterou začal hrát od sezony 2017/18. Po reorganizaci soutěží působí od sezóny 2019/20 v moravskoslezské divizi F.
Klubové barvy jsou modrá a žlutá.
Své domácí zápasy hraje ve Fotbalovém areálu Pavla Srnička v Bohumíně. Stadion se nachází za Parkem Petra Bezruče v těsné blízkosti zimního stadionu, aquacentra a Penzionu Ve Věži. Na stadionu je zastřešená tribuna pro 250 diváků. V areálu vyrostlo i pietní místo, připomínající nejznámějšího odchovance bohumínského fotbalu a někdejšího reprezentačního brankáře Pavla Srnička.

## Historické názvy
Zdroj:
- 2006 – FK Bohumín (Fotbalový klub Bohumín)
- 2015 – FK Bospor Bohumín (Fotbalový klub Bohumínské sportovní a relaxační centrum Bohumín)

## Stručná historie klubu
Klub byl založen 19. května 2006 sloučením původního TJ Bohumín s FC Sokol Rapid Skřečoň do FK Bohumín. Sloučení klubů se uskutečnilo ke dni 1. července 2006.
V sezoně 2012/13 byl trenérem mužstva bývalý reprezentační útočník Marek Poštulka a ve výboru pracoval mj. Pavel Srniček, v sezoně 2014/15 vedl mužstvo další bývalý úspěšný prvoligový hráč Aleš Neuwirth. Následně se na lavičku vrátil Marek Poštulka a v sezóně 2016/17 se povedlo po 19 letech a vítězství v krajském přeboru vrátit bohumínský fotbal do čtvrté nejvyšší soutěže.
Po porážce ve Vsetíně 12. května 2018 kouč Marek Poštulka rezignoval na funkci a trenérem byl jmenován Martin Špička. Tým se následně zachránil ve čtvrté nejvyšší soutěži a působí v ní stále.
Předsedou zapsaného spolku FK Bospor Bohumín je Ing. Lukáš Fluxa. V roli místopředsedy působí Panagiotis Vasiliu, členy výboru jsou sekretář klubu Jozef Osvald, šéftrenér mládeže Petr Bijok, Adam Csakvary a Petr Lakomý.
Generálním partnerem klubu je Město Bohumín.

## Umístění v jednotlivých sezonách
Stručný přehled
Zdroj:
- 2006–2017: Přebor Moravskoslezského kraje
- 2017–2019: Divize E
- 2019– : Divize F

Jednotlivé ročníky
Zdroj:
Legenda: Z - zápasy, V - výhry, R - remízy, P - porážky, VG - vstřelené góly, OG - obdržené góly, +/- - rozdíl skóre, B - body, červené podbarvení - sestup, zelené podbarvení - postup, fialové podbarvení - reorganizace, změna skupiny či soutěže
| Česko (2006 – ) |                                |        |    |    |    |    |    |    |     |    |        |
| Sezóny          | Liga                           | Úroveň | Z  | V  | R  | P  | VG | OG | +/- | B  | Pozice |
| 2006/07         | Přebor Moravskoslezského kraje | 5      | 30 | 12 | 6  | 12 | 42 | 38 | +4  | 42 | 6.     |
| 2007/08         | Přebor Moravskoslezského kraje | 5      | 30 | 11 | 5  | 14 | 51 | 61 | −10 | 38 | 11.    |
| 2008/09         | Přebor Moravskoslezského kraje | 5      | 30 | 10 | 9  | 11 | 50 | 46 | +4  | 39 | 12.    |
| 2009/10         | Přebor Moravskoslezského kraje | 5      | 30 | 9  | 4  | 17 | 31 | 53 | −22 | 31 | 14.    |
| 2010/11         | Přebor Moravskoslezského kraje | 5      | 30 | 12 | 3  | 15 | 42 | 46 | −4  | 39 | 10.    |
| 2011/12         | Přebor Moravskoslezského kraje | 5      | 30 | 13 | 4  | 13 | 41 | 51 | −10 | 43 | 9.     |
| 2012/13         | Přebor Moravskoslezského kraje | 5      | 30 | 14 | 5  | 11 | 47 | 44 | +3  | 47 | 5.     |
| 2013/14         | Přebor Moravskoslezského kraje | 5      | 30 | 12 | 4  | 14 | 45 | 40 | +5  | 40 | 9.     |
| 2014/15         | Přebor Moravskoslezského kraje | 5      | 30 | 9  | 6  | 15 | 35 | 55 | −20 | 33 | 15.    |
| 2015/16         | Přebor Moravskoslezského kraje | 5      | 30 | 13 | 8  | 9  | 64 | 43 | +21 | 47 | 4.     |
| 2016/17         | Přebor Moravskoslezského kraje | 5      | 30 | 21 | 4  | 5  | 67 | 26 | +41 | 67 | 1.     |
| 2017/18         | Divize E                       | 4      | 30 | 9  | 10 | 11 | 49 | 47 | +2  | 37 | 10.    |
| 2018/19         | Divize E                       | 4      | 30 | 15 | 4  | 11 | 70 | 58 | +12 | 49 | 6.     |
| 2019/20 **      | Divize F                       | 4      | 13 | 7  | 2  | 4  | 31 | 28 | +3  | 23 | 6.     |
| 2020/21 **      | Divize F                       | 4      | 10 | 7  | 0  | 3  | 16 | 12 | +4  | 21 | 2.     |
| 2021/22         | Divize F                       | 4      | 26 | 15 | 7  | 4  | 48 | 24 | +24 | 52 | 2.     |
| 2022/23         | Divize F                       | 4      | 26 | 12 | 4  | 10 | 48 | 43 | +5  | 40 | 5.     |
| 2023/24         | Divize F                       | 4      | 30 | 14 | 10 | 6  | 47 | 34 | +13 | 52 | 4.     |
| 2024/25         | Divize F                       | 4      | 30 | 17 | 6  | 7  | 63 | 37 | +26 | 57 | 7.     |

**= sezona předčasně ukončena z důvodu pandemie covidu-19.

## Soupiska - sezona 2024/25 - Divize F - podzimní část[10]

### Brankáři
Martin Hanusek
 Jakub Kodeš

### Obránci
Mario Tovaly
 Ondřej Václavíček
 Ondřej Kubík
 Jan Kodeš
 Martin Sporysz

### Záložníci
Martin Váňa
 Viktor Kubinski
 František Hanus
 Samuel Fulier
 Patrik Herman
 Jan Ferenc
 Aleš Mooc
 Martin Noga
 Petr Bloksch
 Patrik Brak

### Útočníci
Jonasz Rafał Piękoś
 Martin Gaži
 David Smilek
 Johnny Danladi Ndanusa
 Adam Veverka

## Galerie
- Domácí dres klubu
- Domácí utkání s FK Jeseník ze 17. června 2018
- Stadion Pavla Srnička
- Brankář FK Bospor Bohumín
- Klubový rohový praporek